# Relais 4 × 100 mètres masculin aux Jeux olympiques de 1912 (athlétisme)
Pour un article plus général, voir Athlétisme aux Jeux olympiques de 1912.
Navigation
Anvers 1920
L'épreuve du relais 4 × 100 mètres masculin aux Jeux olympiques de 1912 s'est déroulée les 8 et 9 juillet 1912 au Stade olympique de Stockholm, en Suède. Elle est remportée par l'équipe du Royaume-Uni (David Jacobs, Henry Macintosh, William Applegarth et Victor d'Arcy).
Il s'agit de la première apparition du relais 4 × 100 mètres dans le cadre des Jeux olympiques.

## Résultats

### Demi-finales
Demi-finale 1
Les États-Unis sont disqualifiés après un mauvais passage de témoin entre le premier et le deuxième relayeur.
| Rang | Athlètes                                                               | Temps   | Notes |
| ---- | ---------------------------------------------------------------------- | ------- | ----- |
| 1    | David Jacobs, Henry Macintosh, William Applegarth, Victor d'Arcy (GBR) | 43.0 OR | Q     |
| —    | Ira Courtney, Frank Belote, Clement Wilson, Carl Cooke (USA)           | DQ      |       |

Demi-finale 2
| Rang | Athlètes                                                        | Temps   | Notes |
| ---- | --------------------------------------------------------------- | ------- | ----- |
| 1    | Ivan Möller, Charles Luther, Ture Person, Knut Lindberg (SWE)   | 42.5 OR | Q     |
| 2    | Ferenc Szobota, Vilmos Rácz, Pál Szalay, István Jankovich (HUN) | 42.9    |       |

Demi-finale 3
| Rang | Athlètes                                                         | Temps   | Notes |
| ---- | ---------------------------------------------------------------- | ------- | ----- |
| 1    | Otto Röhr, Max Herrmann, Erwin Kern, Richard Rau (GER)           | 42.3 WR | Q     |
| 2    | Frank McConnell, Frank Lukeman, Harry Beasley, John Howard (CAN) | 43.5    |       |

### Finale
| Rang              | Athlètes                                                               | Temps  |
| ----------------- | ---------------------------------------------------------------------- | ------ |
| Médaille d'or     | David Jacobs, Henry Macintosh, William Applegarth, Victor d'Arcy (GBR) | 42 s 4 |
| Médaille d'argent | Ivan Möller, Charles Luther, Ture Person, Knut Lindberg (SWE)          | 42 s 6 |
| —                 | Otto Röhr, Max Herrmann, Erwin Kern, Richard Rau (GER)                 | DQ     |